# سعید مومنی (فوتسال)
سعید مومنی (زادهٔ ۲ آذر ۱۳۷۱ در قزوین)یک دروازبان فوتسال اهل ایران است و در حال حاضر در تیم ملی فوتسال ایران و کراپ الوند بازی می‌کند.

## نامزد بهترین دروازه‌بان فوتسال جهان
سایت فوتسال پلنت از سعید مومنی، سنگربان تیم ملی فوتسال کشورمان و باشگاه کراپ الوند قزوین به عنوان نامزد بهترین دروازه‌بان سال پرده برداشت.

## افتخارات
- نایب‌ قهرمانی جام ملت‌های آسیا ۲۰۲۲
- قهرمانی جام ملت‌های آسیا ۲۰۲۴[۶]
- قهرمانی جام باشگاه‌های فوتسال آسیا ۲۰۱۶
- نایب قهرمانی جام باشگاه‌های فوتسال آسیا ۲۰۱۹